# 26 juillet dans les chemins de fer
26 juin 26 août
Chronologies thématiques
- Croisades
- Sports
- Disney

Cette page concerne les événements qui se sont déroulés un 26 juillet dans les chemins de fer.

## Événements

### XIXesiècle
- 1803 : au Royaume-Uni, inauguration du Surrey Iron Railway en traction animale.
- 1891 : en France, dans le département de la Seine, à la gare de Saint-Mandé, une collision entre deux trains, l'un étant à l'arrêt, l'autre venant de Vincennes fait 45 morts et plus de 200 blessés[1].

### XXesiècle
- 1996 : au Japon, un train à grande vitesse Shinkansen, la rame expérimentale 300 X, atteint 443 km/h sur la ligne du Tokaido entre Tokyo et Osaka.

### XXIesiècle
- 2002 : Allemagne-France, Vossloh, constructeur allemand de matériel ferroviaire, annonce l'acquisition du groupe français Cogifer.